# Gualeguay (Entre Ríos)
Gualeguay ist eine Stadt in Nordost-Argentinien, gelegen in der Provinz Entre Ríos (deutsch: zwischen den Flüssen, nämlich dem Rio Paraná und dem Rio Uruguay) am Fluss Gualeguay.
Gualeguay mit 36.000 Einwohnern liegt 226 km von der Provinzhauptstadt Paraná und 234 nordwestlich von der argentinischen Hauptstadt Buenos Aires entfernt. Die Stadt wurde am 20. März 1783 von dem Forscher und Landvermesser Tomás de Rocamora gegründet; zu dieser Zeit entstanden auch die Städte Nogoyá, Victoria, Gualeguaychú, Concepción del Uruguay und Concordia.
Die Stadt liegt an der Provincial Route Nº 136 und hat einen kleinen Flugplatz (Aeroclub Gualeguay Graslandebahn).

## Persönlichkeiten
- Juan Bautista Ambrosetti (1865–1917), Anthropologe
- Cesáreo Bernaldo de Quirós (1879–1968), Maler
- Juan Laurentino Ortiz (1896–1978), Dichter
- Carlos Mastronardi (1901–1976), Dichter
- Fernando Ayala (1920–1997), Filmproduzent und -regisseur
- Jorge Burruchaga (* 1962), Fußballspieler
- Cristian Sebastián Cejas (* 1975), Fußballspieler
- Lisandro Martínez (* 1998), Fußballspieler
- Brian Arregui (* 2000), Boxer
- Vicente Taborda (* 2001), argentinisch-italienischer Fußballspieler

## Galerie

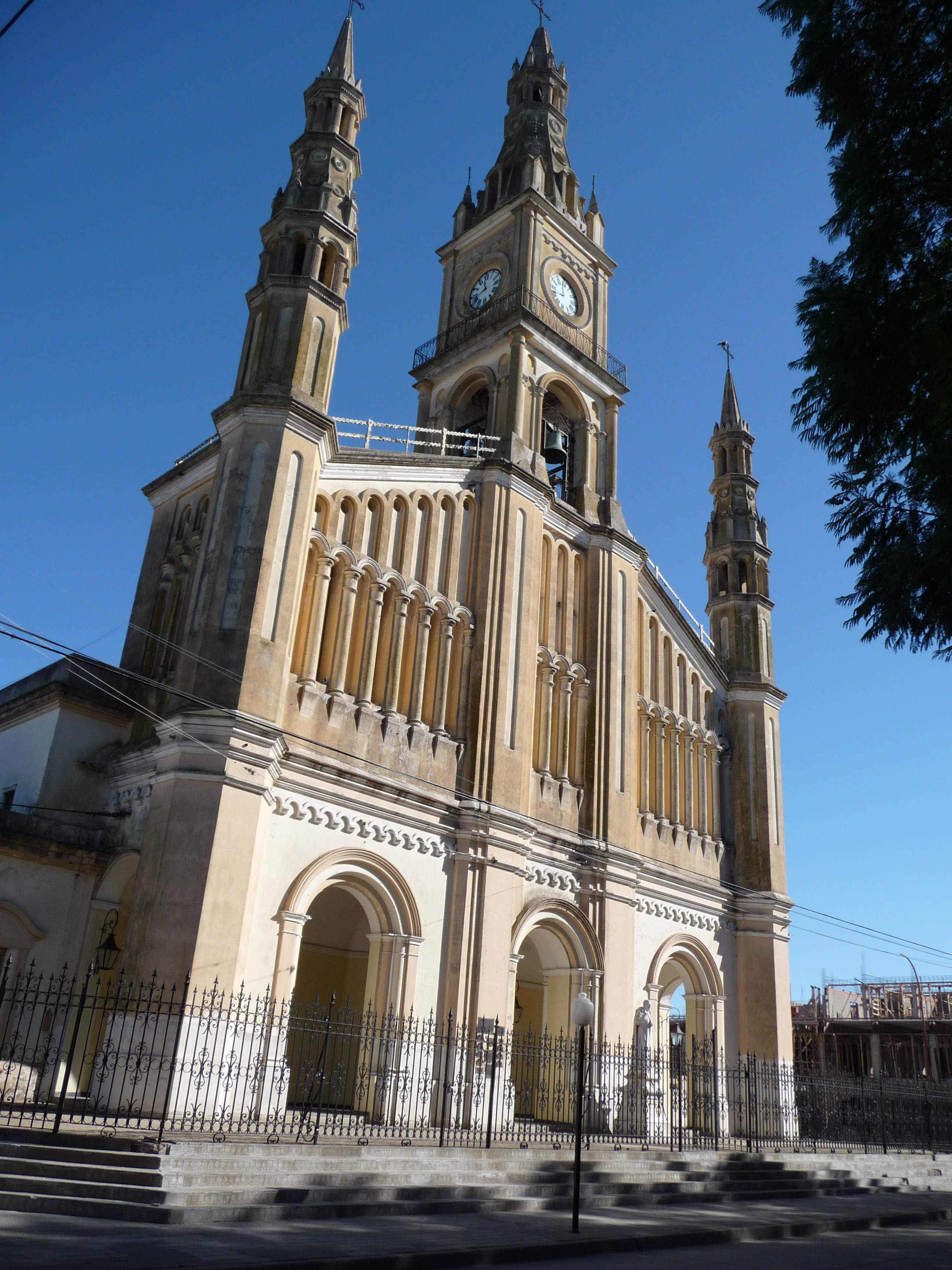
San Antonio Kirche in Gualeguay
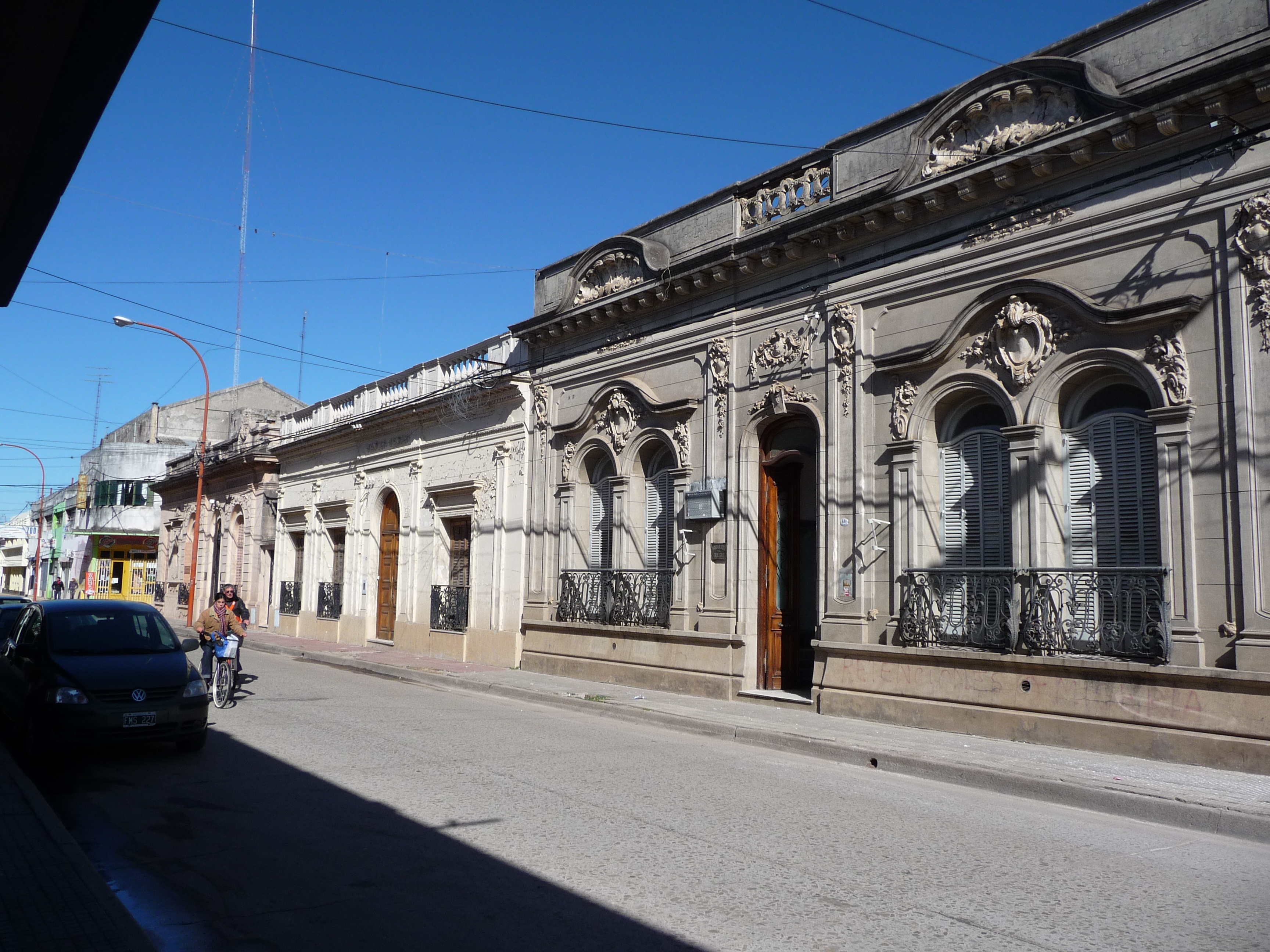
Straßenbild in Gualeguay